# Julius Juhn
Julius Erhard Juhn (* 19. Dezember 1921 in Wien; † 18. November 1996 ebenda) war ein österreichischer Eishockeyspieler.

## Karriere
Julius Juhn stammt aus dem Eishockeynachwuchs des Wiener Eislauf-Verein, von dem er zur HJ-Auswahl Wien abgeordnet wurde. 1940 wurde er mit der HJ-Auswahl Wien deutscher Eishockeyjugendmeister. Im Seniorenbereich spielte er (sicher) 1943/44 für die Wiener Eissportgemeinschaft und ab Februar 1946 für den Wiener Eislauf-Verein und dann wieder für die Wiener Eissportgemeinschaft. Österreichischer Meister wurde er 1947, 1948 und 1949.
International spielte er für die österreichische Eishockeynationalmannschaft bei den Olympischen Winterspielen 1948.